# Orville H. Platt

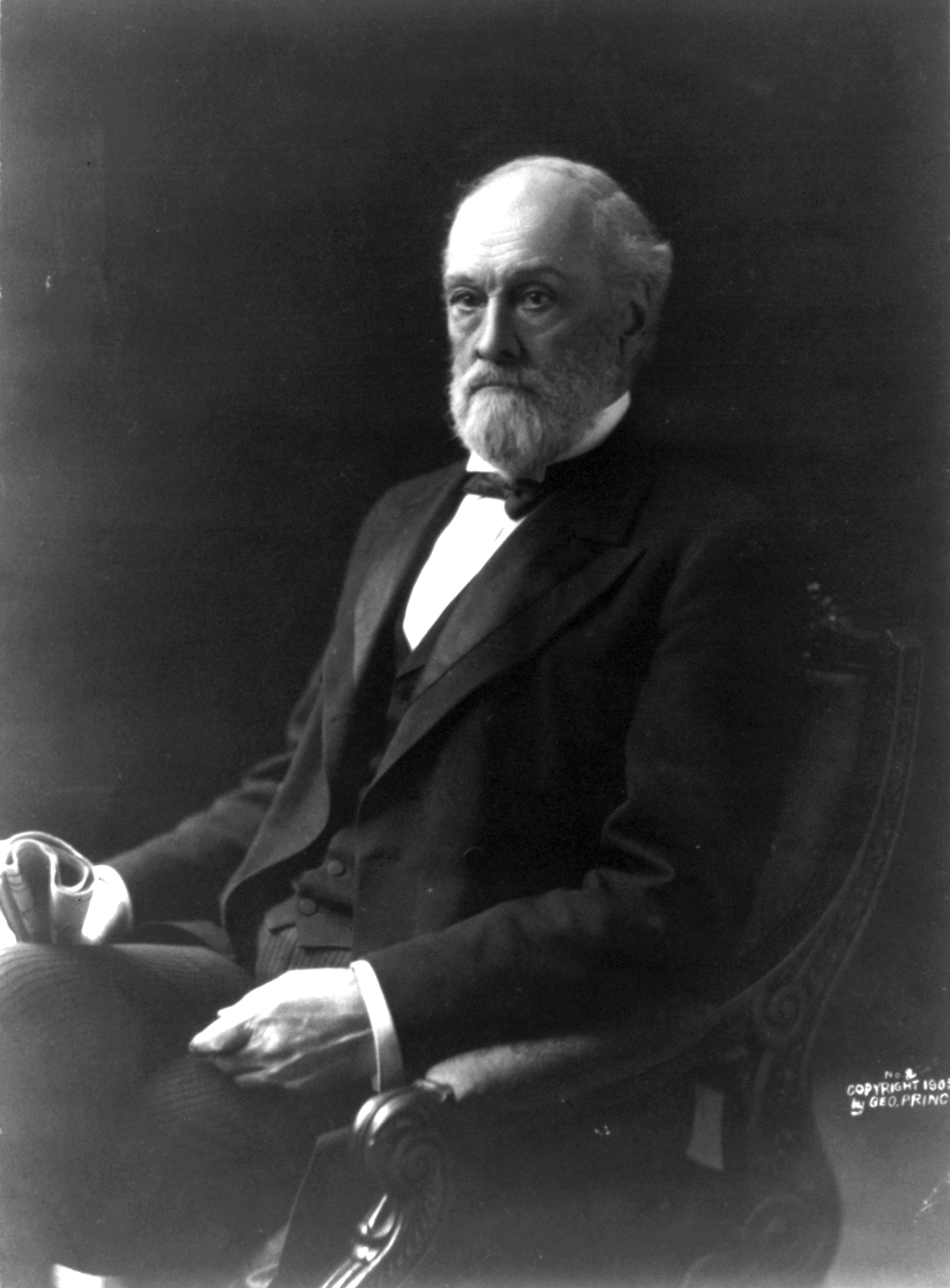
Orville H. Platt

Orville Hitchcock Platt, född 19 juli 1827 i Washington, Connecticut, död 21 april 1905 i Meriden, Connecticut, var en amerikansk republikansk politiker och jurist. Han representerade delstaten Connecticut i USA:s senat från 1879 fram till sin död. Han var ordförande i senatens justitieutskott från 1904 fram till sin död följande år. Platt Amendment, en viktig milstolpe i USA:s inblandning i Latinamerika, fick sitt namn efter Orville H. Platt.

## Jurist och framstående politiker
Platt studerade juridik i Litchfield, Connecticut. Han inledde 1850 sin karriär som advokat i Towanda, Pennsylvania men flyttade redan samma år tillbaka till Connecticut. Han var delstatens statssekreterare, Secretary of State of Connecticut, 1857–1858. Han var ledamot av delstatens senat 1861–1862 och i delstatens representanthus 1864 samt 1869, det senare året talman. Han var åklagare i New Haven County 1877–1879. Han efterträdde sedan 1879 William Henry Barnum som senator för Connecticut. Platts inflytande växte i senaten under åren. Mot slutet av 1800-talet uppstod en grupp republikanska senatorer, "The Senate Four", som intog dominerade ställning i senaten. Utöver Platt bestod gruppen av John Coit Spooner från Wisconsin, William B. Allison från Iowa och Nelson W. Aldrich från Rhode Island.

## Platt Amendment
Spansk-amerikanska kriget ledde till amerikansk ockupation av Kuba. Kongressen godkände år 1898 ett tillägg, Teller Amendment, till krigsresolutionen som klargjorde att USA skulle ge kontrollen över ön till dess invånare. Senator Henry M. Teller från Silver Republican Party föreslog det då godkända tillägget till den ursprungliga resolutionen. Det visade sig dock snart att USA ville stanna kvar på Kuba och kongressen röstade om militärutgifter år 1899. I den situationen föreslog senator Platt ett nytt tillägg, Platt Amendment, den gången till Army Appropriations Act, lagen om arméns utgifter. Syftet var att trygga amerikanska investeringar på Kuba. I tillägget konstaterades att USA ville främja självstyre på Kuba genom att trygga den utländska egendomen. Krigsministern Elihu Root stod bakom formuleringen men Platt var tilläggets huvudsponsor och senaten godkände texten med 43 röster mot 20. Kubas lagstiftande församling röstade först nej till en motsvarande lag men godkände sedan texten i en ny omröstning. Platt Amendment ledde till grundandet av Guantánamobasen, en permanent amerikansk militärbas på Kuba, efter att amerikanska trupper drogs tillbaka från resten av ön.
Senator Platt avled 1905 i ämbetet och efterträddes av Frank B. Brandegee. Platt gravsattes på Washington Cemetery on the Green i Washington, Connecticut.